# Vénus callipyge
Pour les articles homonymes, voir Vénus.

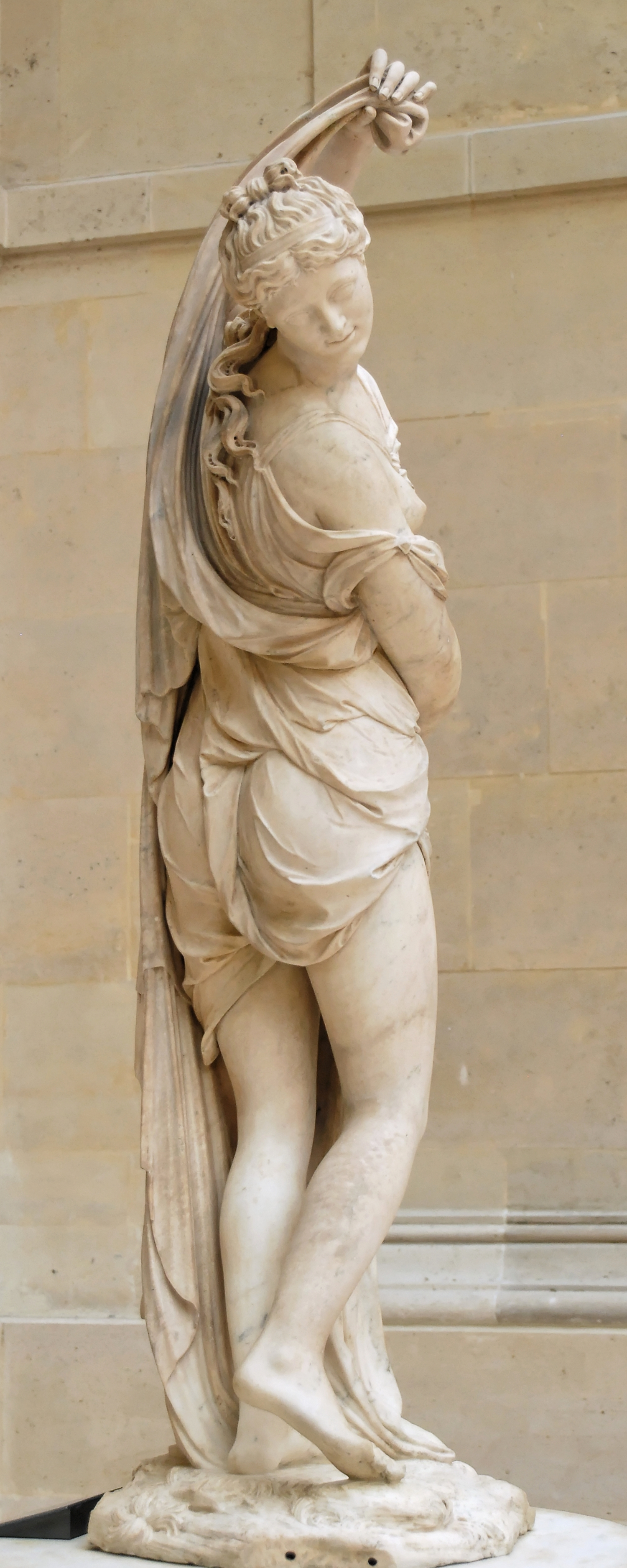
Vénus callipyge (1683-1686), de François Barois.

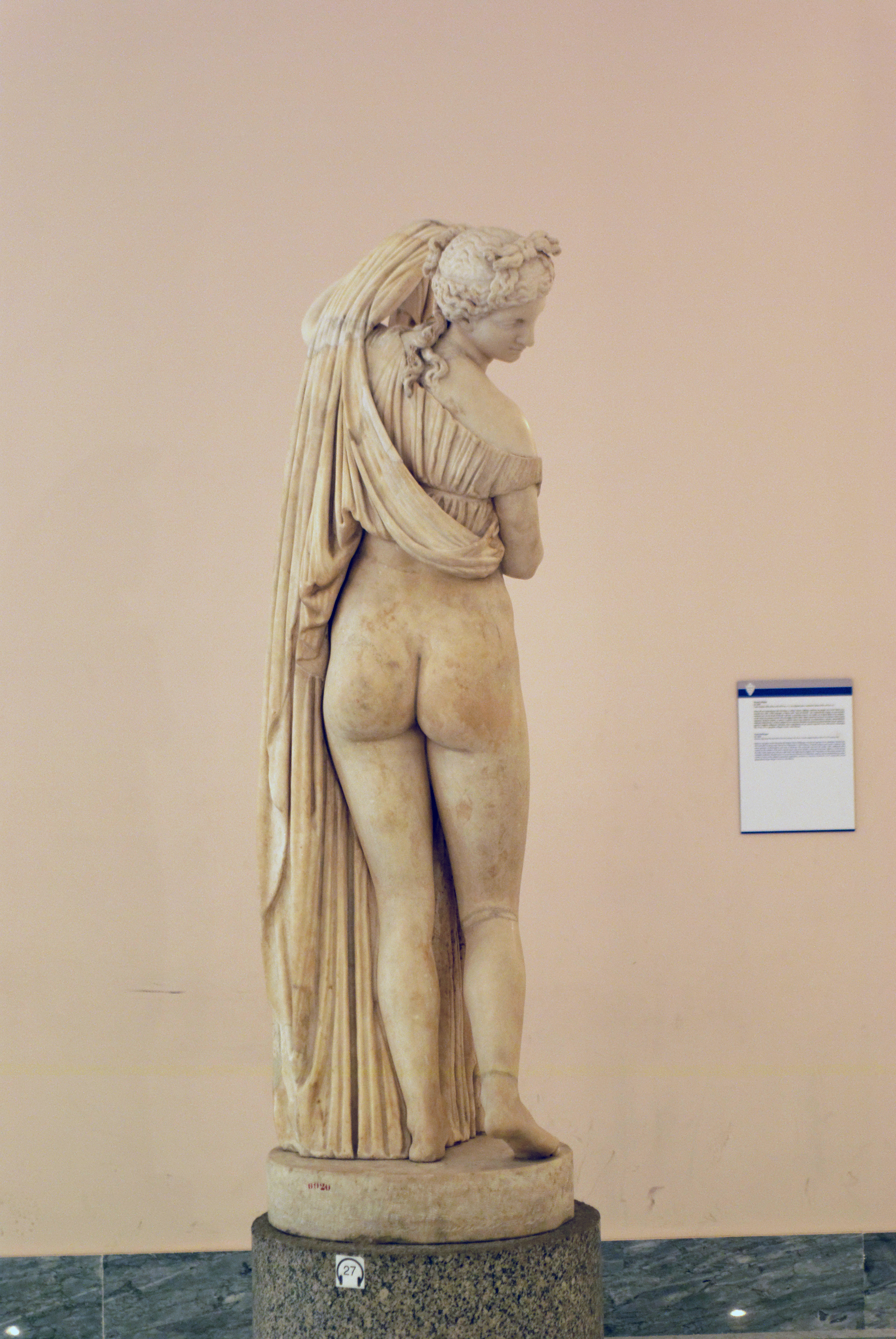
Vénus callipyge, Musée archéologique national de Naples (restaurée par Carlo Albacini).

La Vénus callipyge (en grec ancien Ἀφροδίτη Καλλίπυγος / Aphrodítê Kallípugos) est un type particulier de statue grecque représentant la déesse Vénus, ou plus exactement Aphrodite, soulevant son péplos pour se mirer dans l'eau et regarder ses fesses, nécessairement superbes (κάλος-kàlos = « bon, beau », πυγή / pugế = « fesse »), par-dessus l'épaule. D'après Clément d'Alexandrie, elle était honorée dans un temple de Syracuse. Une légende sur l'origine de ce culte est rapportée par Athénée, dont le texte inspira à La Fontaine un de ses contes en vers. Une des statues les plus connues de ce type est celle du musée archéologique national de Naples.

## Littérature
Aux XVIIIe et XIXe siècles, on pensait que la statue illustrait une histoire de l'Antiquité classique, celle des deux jeunes filles de Syracuse qui essayaient de savoir laquelle des deux avait les fesses les mieux faites. L'histoire est rapportée par Athénée :

« Les gens d'alors étaient si attachés à leurs plaisirs sensuels qu'ils sont allés jusqu'à dédier un temple à l'Aphrodite aux belles fesses. Et voici la raison : Il était une fois un fermier qui avait deux filles superbes. Un jour, elles entrèrent en discussion pour savoir laquelle avait le plus beau derrière et elles sortirent sur la voie publique. Et par hasard passa à cet endroit un jeune homme qui était le fils d'un riche vieillard. Elles se montrèrent à lui, et quand il les eut vues, il se prononça en faveur de l'aînée. En fait, il était tombé amoureux d'elle ; quand il revint en ville, il se mit au lit et raconta à son jeune frère tout ce qui s'était passé. Ce dernier se rendit également à la campagne, vit les filles, et tomba amoureux de la seconde. Et quand le père de ces garçons essaya de les amener à se marier avec des filles de la haute société, il n'arriva pas à les persuader, et il ramena donc les filles de la campagne, avec la permission de leur père, et les donna en mariage à ses fils. C'est pourquoi ces filles furent appelées « aux jolies fesses » par leurs concitoyens, ainsi que le dit Cercidas de Mégalopolis en vers iambiques : « Il y avait à Syracuse une paire de filles aux jolies fesses ». Pour cette raison, ces filles, devenues riches et célèbres, fondèrent un temple pour Aphrodite qu'elles appelèrent la déesse aux jolies fesses, comme Archélaüs de Chersonèse nous le dit en vers iambiques. »

Le fait est qu'il existait à Syracuse un culte à Aphrodite callipyge, culte mentionné également par un auteur chrétien, Clément d'Alexandrie, dans une liste de célébrations érotiques dans la religion païenne. Clément cite le poète Nicandre de Colophon, et cite généreusement le terme alternatif utilisé par lui « kalligloutos » (aux jolies fesses).
Peut-être popularisée par Georges Brassens dans ses chansons, dont sa Vénus callipyge, qui explicitent la définition de « callipyge » (qui a de belles fesses en grec), l'expression n'en est pas moins impropre puisque l'on devrait plutôt parler d'Aphrodite callipyge pour être helléniquement rigoureux. Néanmoins, on appelle Vénus callipyge une statue de la déesse de la beauté que l'on vénérait pour la perfection de ses fesses, et non point leur opulence, comme en témoignent les statues.
« Du temps des Grecs, deux sœurs disaient avoir

Aussi beau cul que fille de leur sorte ;

La question ne fut que de savoir

Quelle des deux dessus l'autre l'emporte :

Pour en juger un expert étant pris,

À la moins jeune il accorde le prix,

Puis l'épousant, lui fait don de son âme ;

À son exemple, un sien frère est épris

De la cadette, et la prend pour sa femme ;

Tant fut entre eux, à la fin, procédé,

Que par les sœurs un temple fut fondé,

Dessous le nom de Vénus belle-fesse ;

Je ne sais pas à quelle intention ;

Mais c'eût été le temple de la Grèce

Pour qui j'eusse eu plus de dévotion. »
— La Fontaine : Contes et nouvelles en vers - Conte tiré d'Athénée.